# Минамиминова
Минамиминова (яп. 南箕輪村 Минамиминова-мура) — село в Японии, находящееся в уезде Камиина префектуры Нагано. Площадь села составляет 40,90 км², население — 14 998 человек (1 августа 2014), плотность населения — 366,70 чел./км².

## Географическое положение
Село расположено на острове Хонсю в префектуре Нагано региона Тюбу. С ним граничат города Ина, Сиодзири и посёлки Тацуно, Минова.

## Население
Население села составляет 14 998 человек (1 августа 2014), а плотность — 366,70 чел./км². Изменение численности населения с 1980 по 2005 годы:
| 1980 | 8877 чел.   |  |
| 1985 | 9910 чел.   |  |
| 1990 | 10 666 чел. |  |
| 1995 | 12 133 чел. |  |
| 2000 | 13 404 чел. |  |
| 2005 | 13 620 чел. |  |

## Символика
Деревом села считается сосна густоцветная, цветком — хризантема.